# El son entero
El son entero es un libro de poesía del escritor cubano Nicolás Guillén. Se publicó en 1947. 
Entre otros consta de los siguientes poemas:
- Guitarra
- Mi patria es dulce por fuera
- Sudor y látigo
- Ébano real
- Son número 6
- Turiguanó
- Palma sola
- Agua del recuerdo
- Ácana

- Datos: Q5826729